# West Rand District Municipality
West Rand (englisch West Rand District Municipality) ist ein Distrikt in der südafrikanischen Provinz Gauteng. Der Verwaltungssitz befindet sich in Randfontein. Bürgermeister ist Dennis Sello Thabe.
Der Name des Distrikts bezieht sich auf seine Lage im Westen des Höhenzugs Witwatersrand.

## Gliederung
Die Distriktgemeinde wird von folgenden Lokalgemeinden gebildet:
- Merafong City
- Mogale City
- Rand West City

Am 3. August 2016 wurden die Lokalgemeinden Randfontein und Westonaria zur Gemeinde Rand West City zusammengelegt.
Das District Management Area (DMA) Sterkfontein wurde zum Schutz der archäologischen Ausgrabungs- und Welterbestätte Sterkfontein geschaffen und existierte als ein vom Distrikt direkt verwaltetes Gebiet bis 2008.

## Demografie
2011 hatte der Distrikt laut Volkszählung 820.995 Einwohner auf einem Gebiet von 4087 km².

## Geografie
Zu den Orten im Distrikt zählen unter anderem Battery, Bekkersdal, Carletonville, Elberta, Finsbury, Glenharvie, Hekpoort, Hermina, Hillshaven, Jagfontein, Kagiso, Kockoord, Krugersdorp, Libanon, Luipaardsvlei, Magaliesburg, Mohlakeng, Muldersdrif, Nooitgedacht, Randfontein, Thorndale, Venterspos und Westonaria.

## Wirtschaft
Der größte Teil der wirtschaftlichen Aktivitäten liegen im Dienstleistungssektor (63 Prozent des BIP des Distrikts). Der Bergbau, einst wirtschaftliches Standbein der Region, verlor an Bedeutung.

## Sehenswürdigkeiten
- Cradle of Humankind
- Hartbeespoort Dam